# Dinastia Șișman

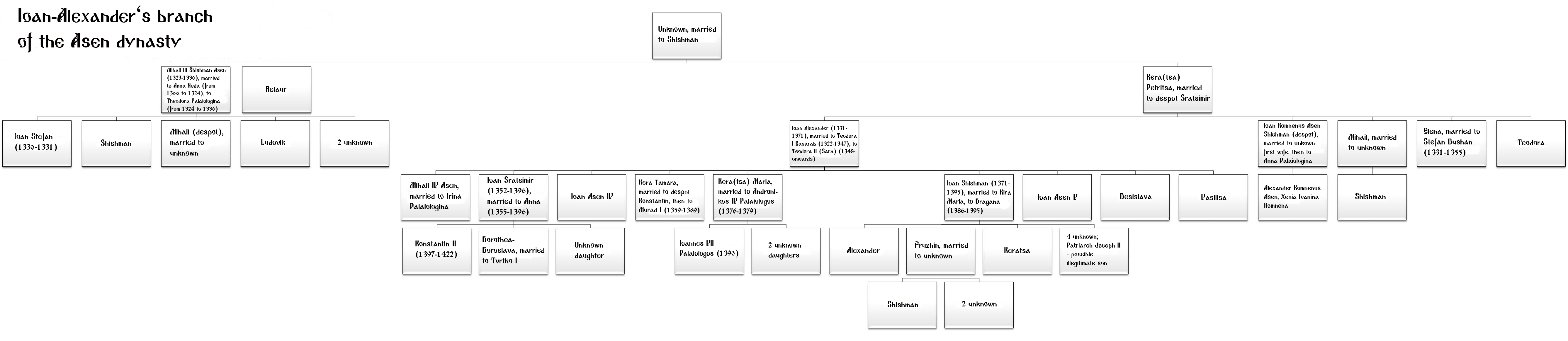
Arborele genealogic al familiei Șișman

Șișman (în bulgară Шишман), Șișmanizi sau Șișmanovți (în bulgară Шишмановци), a fost o dinastie bulgară din Evul Mediu, având și origini vlahe.
Dinastia Șișman a domnit în timpul Țaratului Vlaho-Bulgar timp de un secol, începând în 1323 și până în 1422, când acesta a fost cucerit de Imperiul Otoman. Șișmanizii au avut legătură cu dinastia precedentă (Dinastia Asăneștilor) și potrivit istoricului din Ragusa, Lucaric, aceștia au fost precedați de Dinastia Terter.

## Membrii dinastiei
Cei mai cunoscuți membri ai dinastiei au fost:

Ramură principală:
- despot Șișman al Vidinului

- Mihai Șișman al Bulgariei (Mihai Asen III) (n. după 1280, a domnit 1323–1330)

- Ioan Ștefan al Bulgariei (a domnit 1330–1331)

- despot Belaur al Vidinului (m. 1336)

Din ramura lui Stratimir:
- Ioan Alexandru al Bulgariei (nepotul lui Mihai Șișman) (a domnit 133 –1371)

- țarul secund Mihai Asen IV al Bulgariei (n. 1322, încoronat țar secund 1332–1355)
- Ioan Sratsimir al Bulgariei (n. 1324/1325, a domnit 1356–1397 în Vidin)

- Dorotea a Bulgariei
- Constantin II al Bulgariei (n. înainte de 1370, a domnit 1397–1422 în Vidin și a fost exilat)

- Ioan  Șișman al Bulgariei (n. 1350/1351, a domnit 1371–1395 în Tărnovo)

- Patriarhul Iosif II al Constantinopolului? (posibil fiu nelegitim) (Patriarh al Constantinopolului 1416–1439)
- Fruzhin (m. 1460)

## Imagini

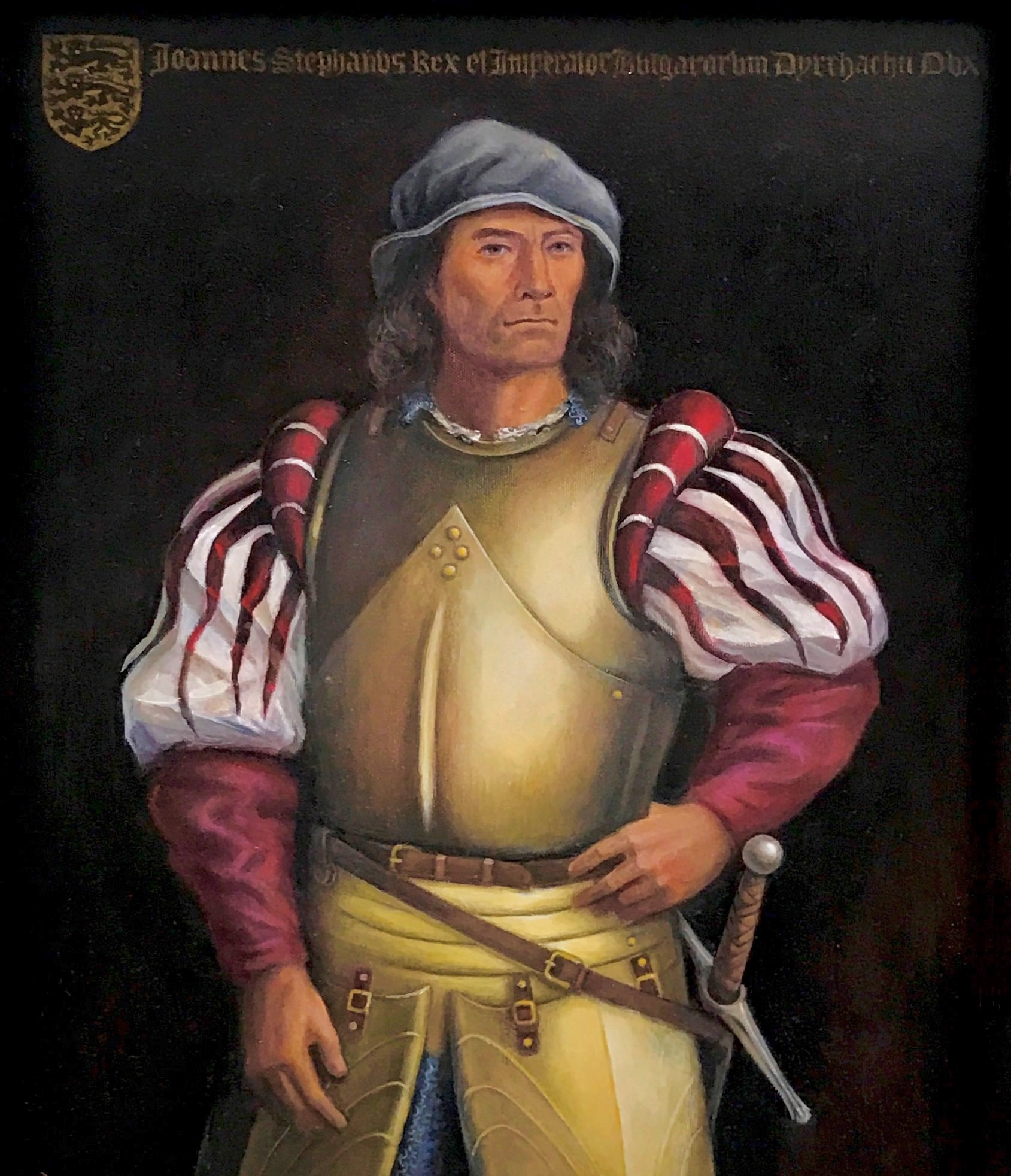
Ioan Ștefan
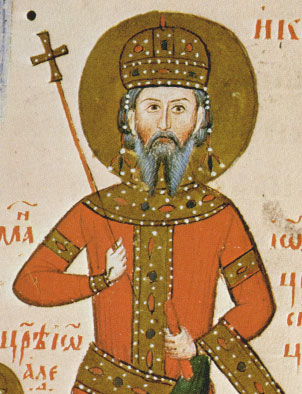
Ioan Alexandru
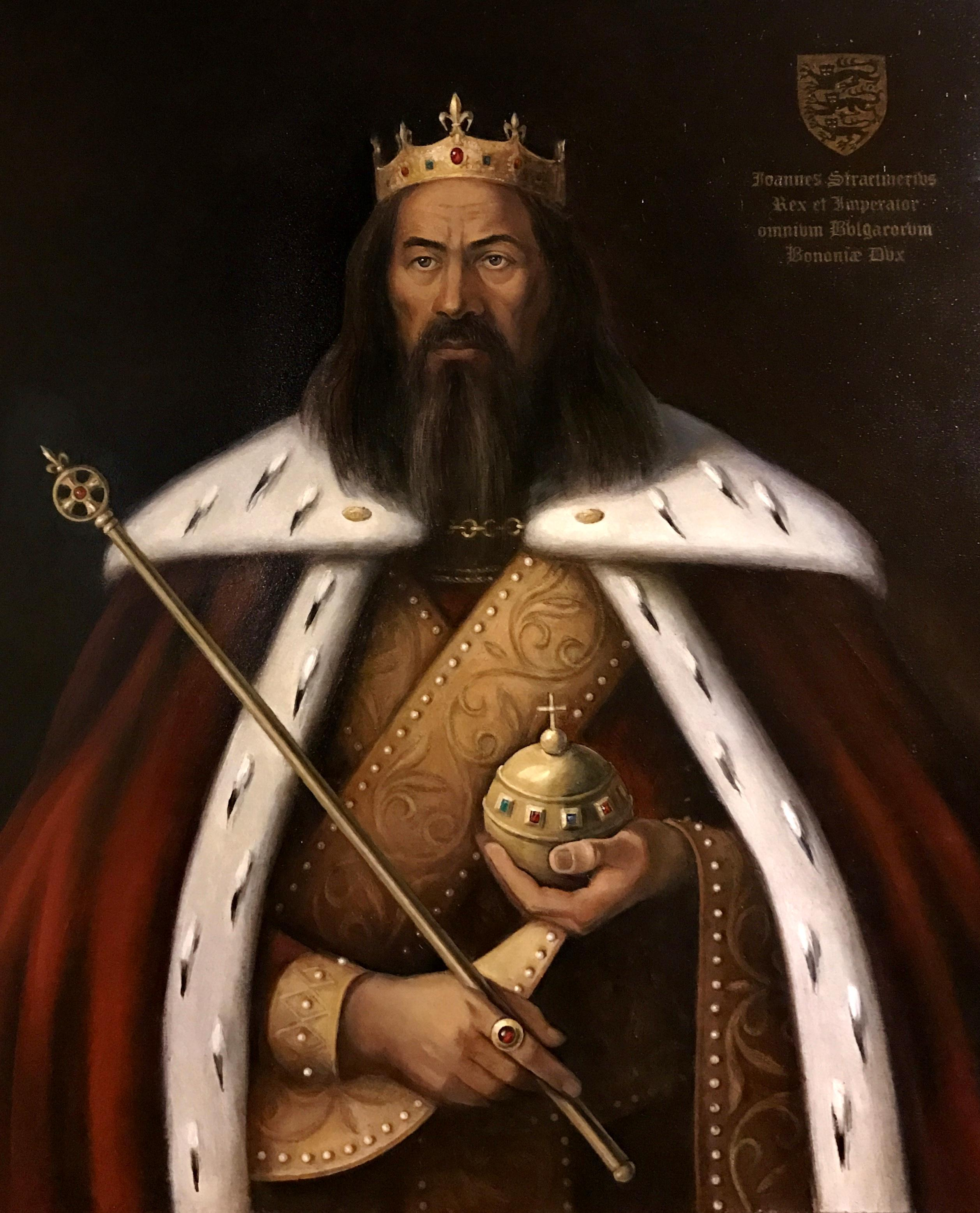
Ioan Sratsimir
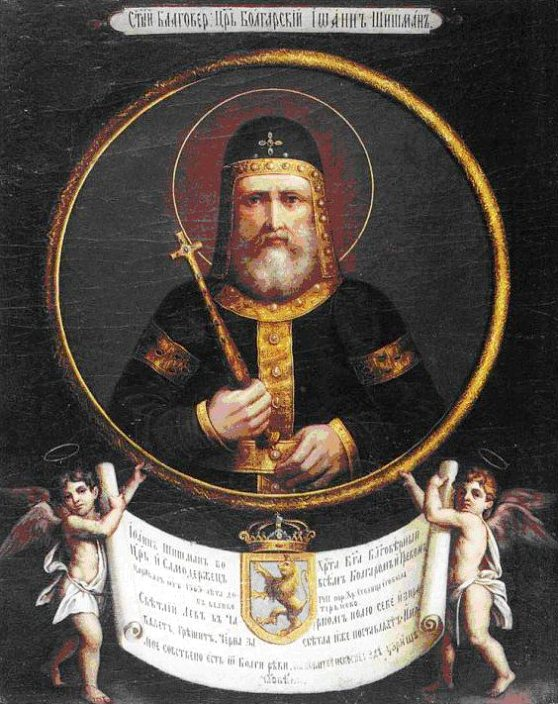
Ioan  Șișman
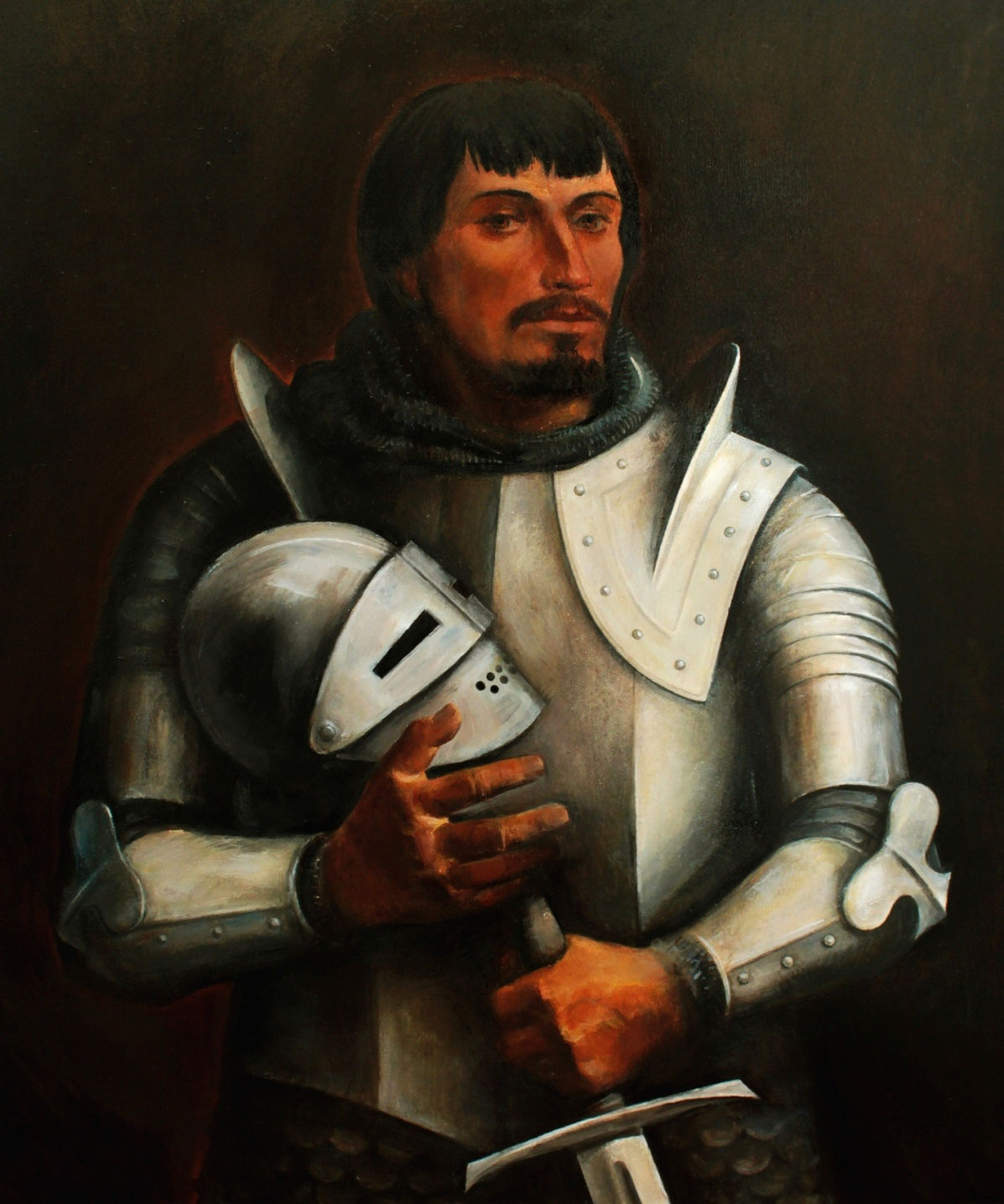
Fruzhin

## Legături externe
Materiale media legate de Dinastia Șișman la Wikimedia Commons